# 1Л220У «Зоопарк-2»
1Л220У «Зоопарк-2» — радиолокационный артиллерийский разведывательный комплекс, предназначенный для ведения разведки позиций огневых средств противника, расчёта траекторий снарядов и ракет, корректировки огня, слежения за воздушным пространством, а также контроля за беспилотными летательными аппаратами.

## История

### Начало разработки
Разработка комплекса 1Л220 «Зоопарк-2» началась в 1981 году, исполнителем работ был назначен НПК «Искра» (г. Запорожье, УССР). Комплекс начали разрабатывать практически одновременно с его конкурентом — 1Л219, который разрабатывался в НИИ «Стрела» (г. Тула, РСФСР). По сравнению с комплексом 1Л219 «Зоопарк-1», украинский комплекс «Зоопарк-2» должен был отличаться повышенной дальностью.
В 1991 году Советский Союз распался, и разработчики оказались в разных странах, и независимо друг от друга продолжили разработки.

### Завершение работ
НПК «Искра» завершила работы[когда?], представив систему 1Л220У «Зоопарк-2». Буква " У " в названии обозначает Украину. На вооружение украинской армии данный комплекс был принят в 2003 году.
В ноябре 2017 года был замечен плакат с новой РЛС во время демонстрационного показа новых образцов вооружения ракетных войск и артиллерии на полигоне в посёлке городского типа Девички. В 2018 году НПК «Искра» сообщил о завершении разработки конструкторской документации на РЛС и о начале работ по изготовлению опытного образца. Сроки передачи его на испытания оставались неизвестными.
Комплекс 1Л220УК «Зоопарк-2» присутствовал на подготовке к военному параду ко Дню Независимости —2018.
23 апреля 2020 года КП «НПК „Искра“» начало производство первого серийного контрбатарейного радара 1Л220УК «Зоопарк-3», который принят на вооружение Вооружённых Сил Украины в 2019 году.

## Модификации

### 1Л221Е
1Л221Е — мобильная версия 1Л220УК, радиолокационный комплекс установлен на шасси повышенной проходимости.
Впервые был представлен во время международной специализированной выставки «Оружие и безопасность 2018». В отличие от буксируемого 1Л220УК, высокомобильный радиолокационный комплекс разведки огневых позиций 1Л221Е разрабатывается установленным непосредственно на шасси автомобиля с колёсной формулой 8×8. Это позволяет сократить время развёртывания и свёртывания машины до 5 минут, что повышает её мобильность и живучесть.
Вероятное шасси будущего комплекса — КрАЗ-7634НЕ.
Также важным аспектом новой контрбатарейной РЛС является возможность работы в составе одной аппаратной машины.

### 1Л220УК «Зоопарк-3»
Модификация для Вооруженных Сил Украины, начало серийного производства — апрель 2020 года.
Контрбатарейный радар 1Л220УК «Зоопарк-3» предназначен для разведки позиций артиллерии противника. Благодаря мощной РЛС, которая работает в микроволновом диапазоне, радар «видит» снаряды, а цифровая система «строит» траектории их полёта. Мощность цифровой фазированной активной решётки[уточнить] даёт возможность разместить станцию за несколько десятков километров от позиции врага и наблюдать за полем боя в секторе до 180 градусов.
РЛС базируется на двух машинах — антенно-аппаратной и машине управления. Такое раздельное построение значительно усиливает защиту персонала от поражения противорадиолокационными ракетами и снарядами в условиях ведения боевых действий. Персонал также может выполнять свои функции с помощью выносного рабочего места, которое может находиться в защищённом месте.
Машина управления базируется на полноприводном шасси КрАЗ-6322. Антенно-аппаратная машина — тягач КрАЗ-6446 (6×6), предназначенный для транспортировки тяжелых грузов по всем видам дорог и бездорожью. Автомобиль с полуприцепом полной массой 70 тонн. Также он входит в состав многих боевых комплексов, в частности ЗРС С-300.
Полуприцеп-тяжеловоз КрАЗ Н251н2 спроектирован и изготовлен по специальному техническому заказу НПК «Искра». Двухосный полуприцеп предназначен для монтажа различных установок и инженерной техники по всем видам дорог и местности. Эксплуатируется в составе автопоезда с автомобилем — тягачом седельным КрАЗ-6446 или КрАЗ-6140ТЕ.

## Тактико-технические характеристики
Как 1Л220УК так и 1л221е имеют следующие технические характеристики:
Дальность разведки / контроля

- артиллерии: 23/28 км
- минометов: 20/25 км
- РСЗО: 35-38/40-45 км
- тактических ракет: 55/80 км

Сектор электронного обзора

- по азимуту: 60°(±30°)
- за углом места: 40° (±25°/-15°)

Расчет в одну смену: 4 человека

## Галерея

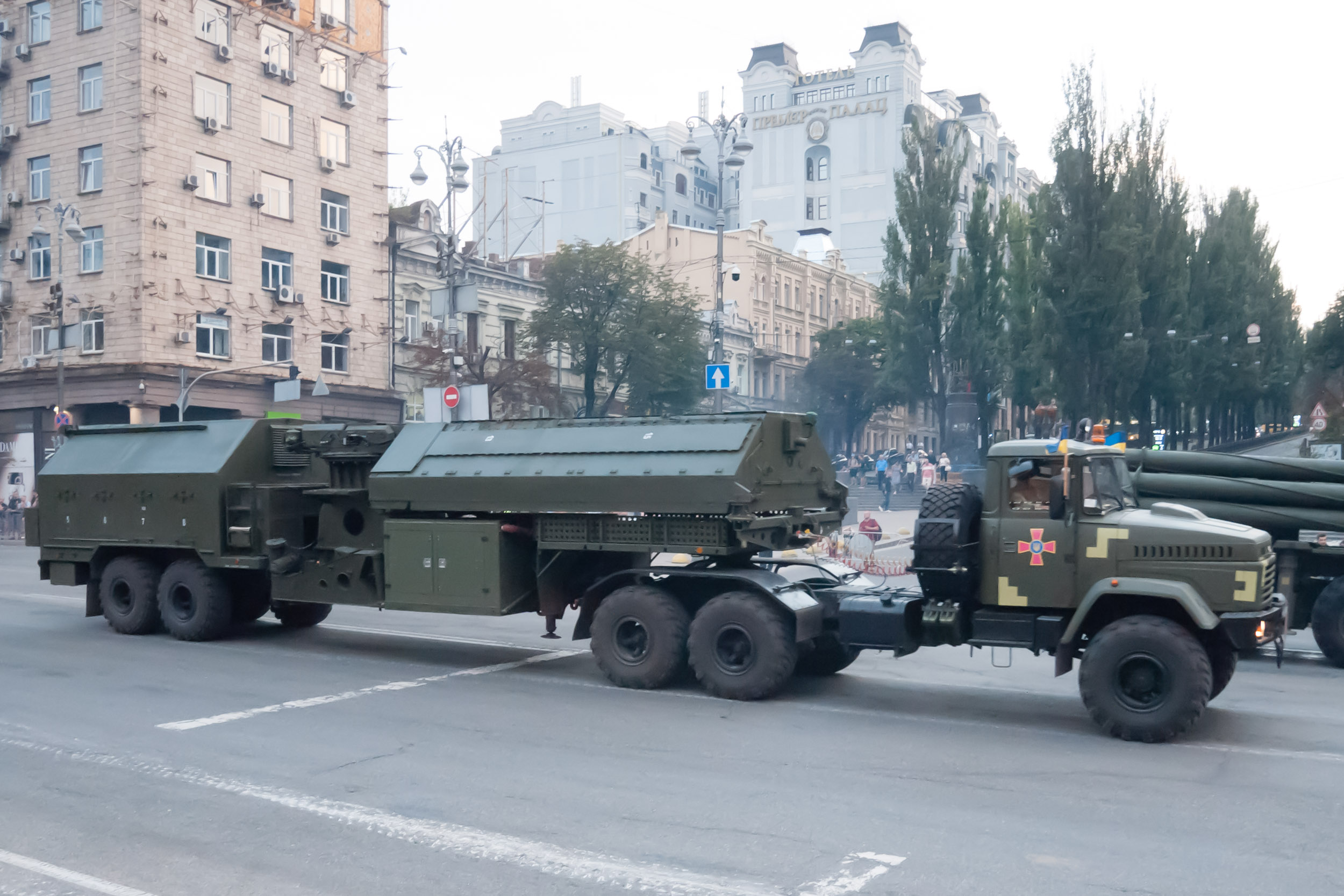
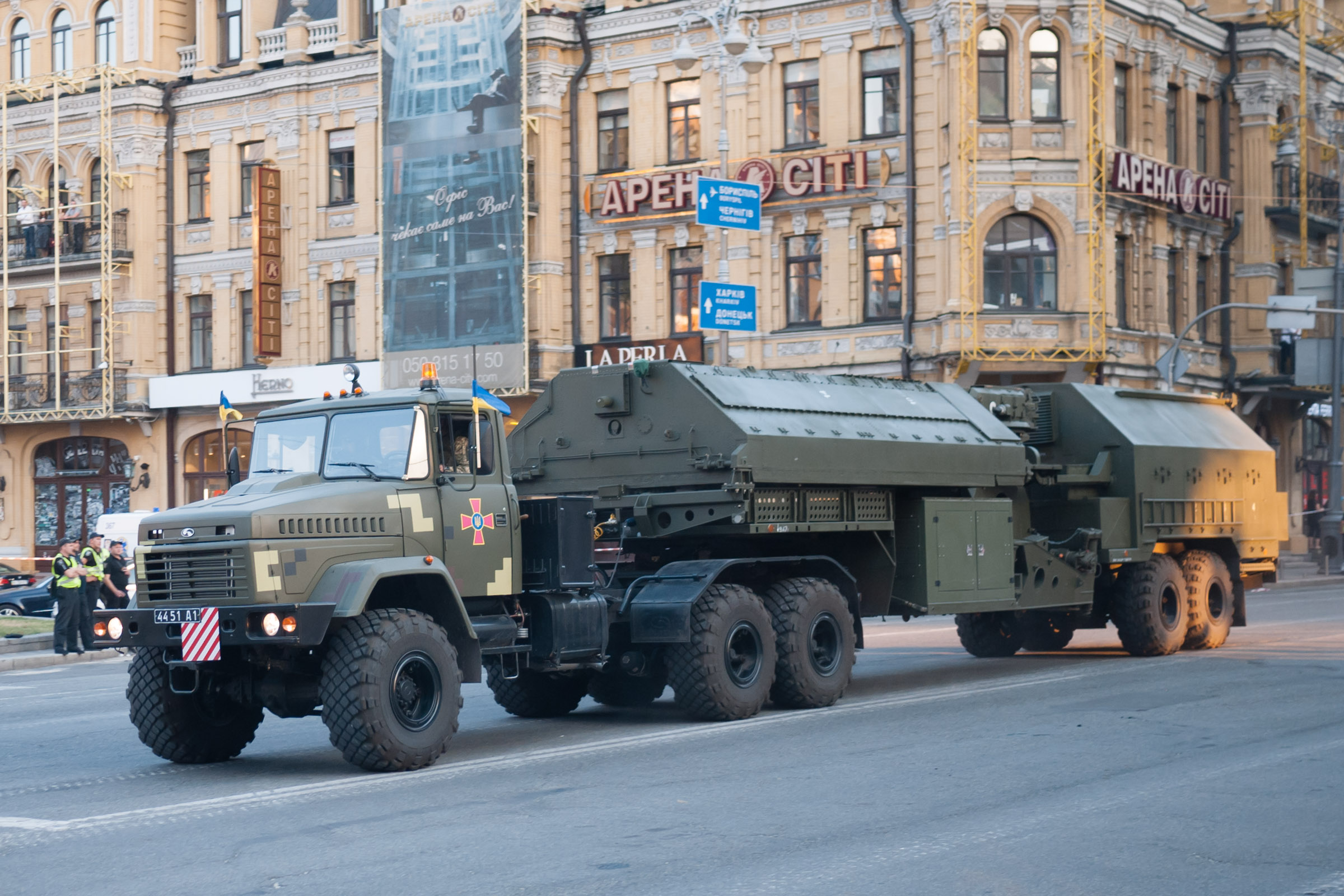